# DeWitt, Michigan
DeWitt är en stad i Clinton County i Michigan. Vid 2010 års folkräkning hade DeWitt 4 507 invånare.